# Horses on the Run
Horses on the Run är ett musikalbum från år 2014 med Anders Widmark.

## Låtlista
1. For the Nameless Voices – 3:01
2. Love of My Life – 4:13
3. Now Is the Time – 4:19
4. The Story of Your Life – 4:17
5. I Was Dreaming of You – 4:45
6. Horses on the Run – 4:28
7. Ta Ta Ta – 3:54
8. Falling out of Love – 2:54
9. So Rests the Sky Against the Earth – 3:57

## Medverkande
- Anders Widmark – piano, sång
- Zoie Finer – sång (spår 4, 9)
- med flera

## Mottagande
Skivan fick ett gott mottagande när den kom ut med ett snitt på 3,6/5 baserat på tre recensioner.